# Debate Gadamer-Derrida
O debate Gadamer-Derrida diz respeito à questão da contenção da alteridade na hermenêutica de Gadamer e começou com um encontro entre Hans-Georg Gadamer e Jacques Derrida em abril de 1981 em uma conferência da Sorbonne em Paris sobre "Texto e Interpretação". Antes deste debate, não havia qualquer confronto ou diálogo entre a hermenêutica na Alemanha e o pós-estruturalismo na França.